# Anglars-Juillac
Anglars-Juillac település Franciaországban, Lot megyében. Lakosainak száma 334 fő (2022. január 1.). Anglars-Juillac Albas, Bélaye, Castelfranc és Prayssac községekkel határos.

## Népesség
A település népességének változása:
| Lakosok száma | 392  | 369  | 329  | 334  | 331  | 319  | 326  | 333  | 332  | 334  |
|               | 1968 | 1982 | 1990 | 2006 | 2013 | 2015 | 2017 | 2019 | 2020 | 2022 |